# Каллио, Кауно

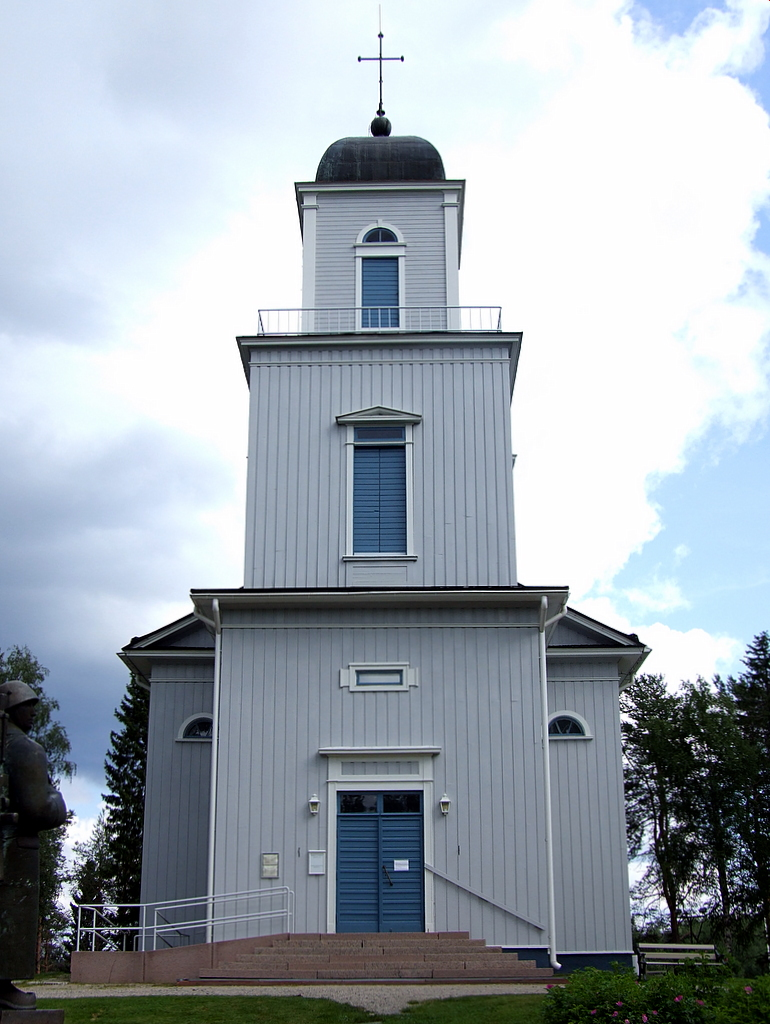
Церковь Тайвалкоски

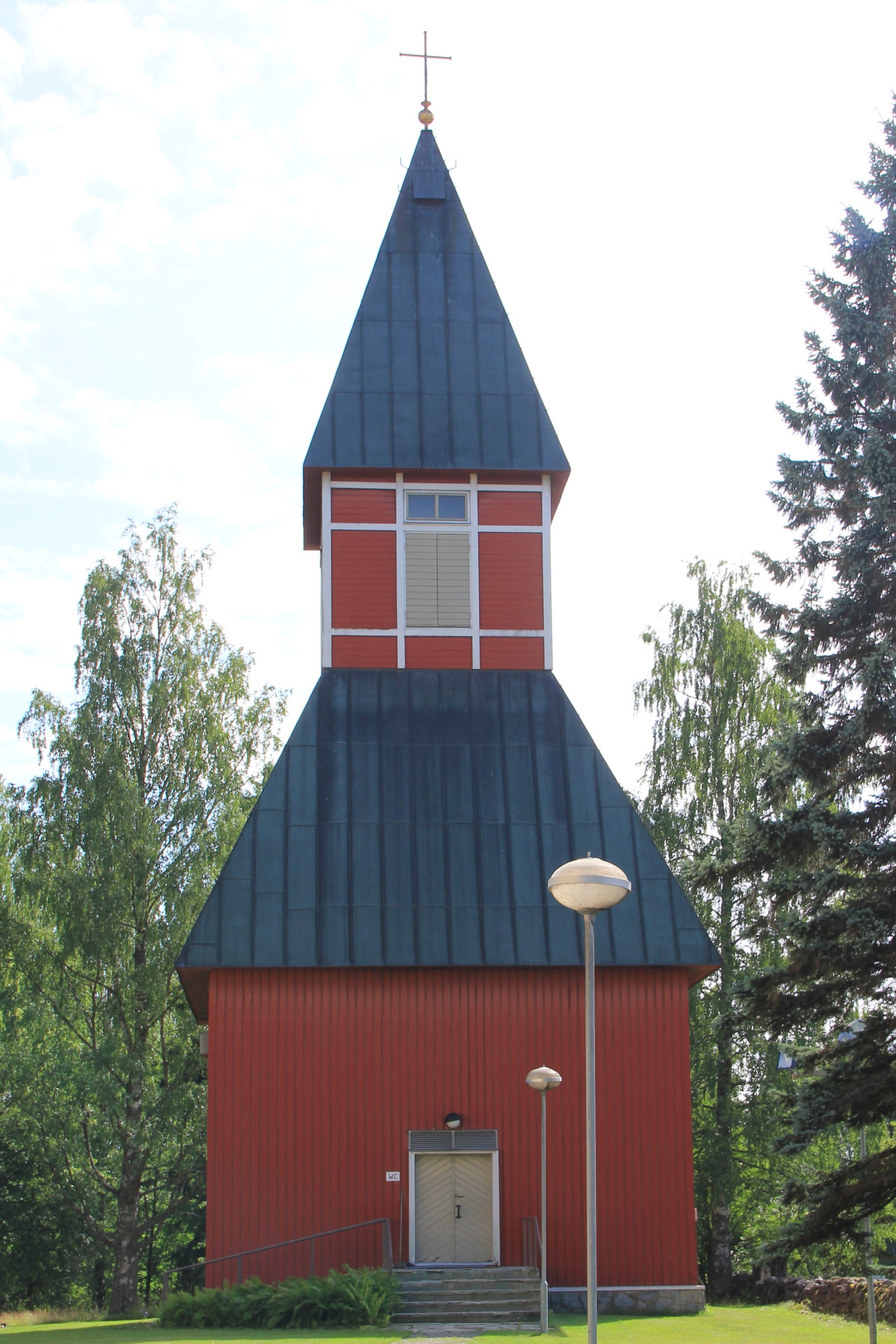
Церковь Эно

Кауно Санкари Каллио (31 июля 1877, Руовеси — 29 июня 1966, Хельсинки) — финский архитектор, который, среди прочего, проектировал церкви и надгробия. Он был братом архитектора Ойвы Каллио, с которым вместе работал. Родителями Каллио были пастор Питер Антеро Каллио и Лидия Шарлотта Дурчман. Кауно окончил лицей Вааса в 1896 году и получил диплом архитектора в Политехническом колледже в 1900 году. Сначала он работал в фирме архитектора Густава Нюстрёма и в архитектурном бюро Нюстрем-Петрелиус-Пенттиля, пока в 1903 году не основал совместную фирму с архитектором Вернером фон Эссеном и строителем Э. Икяляйсеном. Их фирма спроектировала несколько жилых домов в Хельсинки. В 1913 году Каллио основал свою собственную фирму, и его первой значительной работой стал Театр Тампере, строительство которого было завершено в том же году. Каллио и его брат участвовали в нескольких архитектурных конкурсах в 1910-х и 1920-х годах и спроектировали, среди прочего, фасад электростанции в Иматре. Кауно С. Каллио также спроектировал десять отделений для банка Kansallis-Osake-Pankki в период с 1920 по 1937 год. Затем Каллио специализировался на проектировании церковных зданий и также занимался ремонтом и реставрацией церквей.

## Работы
- Дом компании Hartman на рыночной площади Вааса, 1913
- Театр Тампере, 1913
- Церковь в Алавус, 1914
- Расширение художественного музея Куопио, 1925[2]
- Церковь Вихти, там же надгробие семьи Хиденхеймо, 1929—1930[3]
- Церковь Йямся, 1929
- Церковь Похьяслахти, 1931
- Церковь Тайвалкоски, 1932
- Расширения дома Селина, Тампере, 1932
- Церковь Китиноья, 1952
- Церковь Эно, 1957[4]